# Struthanthus terniflorus
Struthanthus terniflorus là một loài thực vật có hoa trong họ Loranthaceae. Loài này được (Willd.) Klotzsch miêu tả khoa học đầu tiên năm 1849.